# ネルソン記念柱

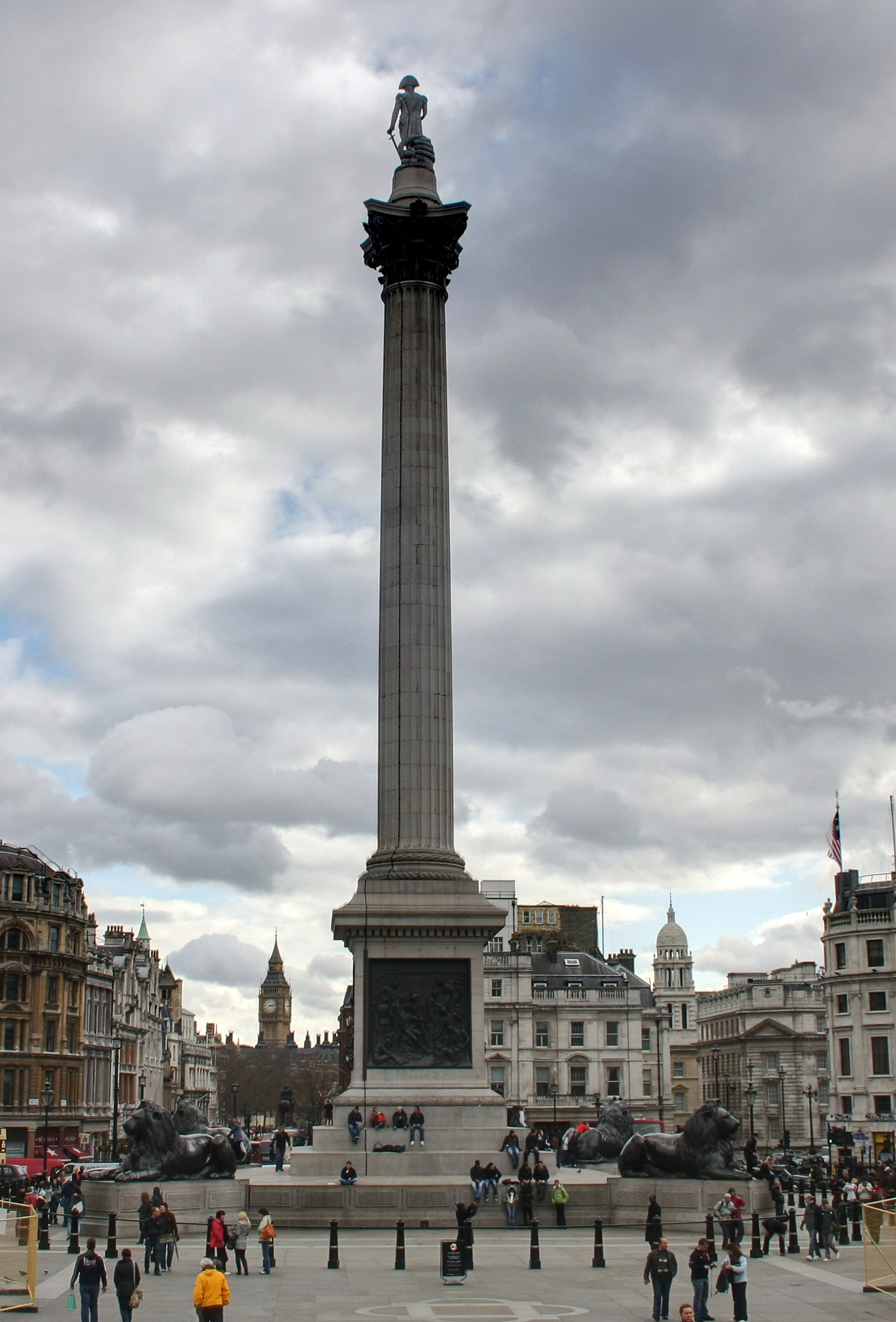
ネルソン記念柱

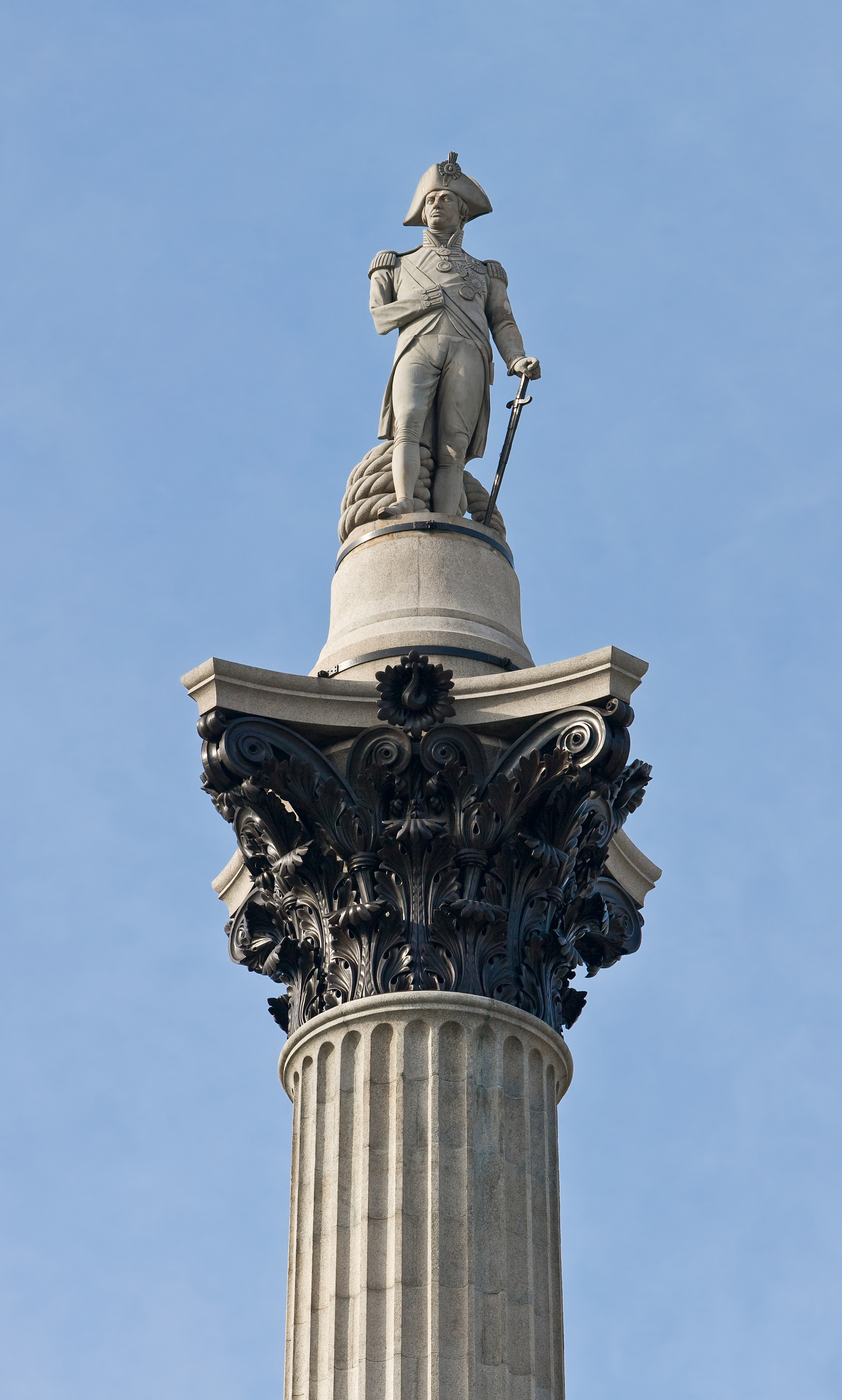
記念柱上部のネルソン像

ネルソン記念柱（ネルソンきねんちゅう、英語: Nelson's Column）はイングランドの首都ロンドンのトラファルガー広場中心に据えられているモニュメント。日本語ではネルソン記念碑、ネルソン記念塔とも称される。
1840年から1843年にかけてホレーショ・ネルソン提督の業績を記念するために建造された。高さ5.5mのネルソン像が頂上に据えられており、その台座としては高さ46mの大理石の柱が用いられている。像は南側、ウェストミンスター宮殿の方角を向いている。ローマに存在するアウグストゥスのフォルムを参考にして作られたコリントス様式の柱は、大砲から鋳造された青銅製のアカンサスの葉飾りで装飾されている。柱の周囲の路面はフランス軍から鹵獲した青銅のパネルで覆われており、ネルソンの生涯における4つの戦いを描写している。また、ネルソン像はフランスの方角を向いており、死して尚フランスに対して目を光らせている。

## ネルソンの4大海戦
- トラファルガーの海戦
- ナイルの海戦
- コペンハーゲンの海戦
- サン・ビセンテ岬の海戦

ウィリアム・レイルトンにより設計され、1838年にサミュエル・モートン・ペトにより建設された。2003年5月には中国によるチベットの占領に抗議して、柱の頂上からベースジャンピングが行われた。2005年9月に2012年オリンピックのロンドン開催が決定された際には柱の高さまであるポスターが掲げられた。
アイルランドの首都ダブリンにも1808年建設のネルソンの柱が存在したが、1966年IRA暫定派によって爆破された。
座標: 北緯51度30分27.8秒 西経0度07分40.7秒 / 北緯51.507722度 西経0.127972度